# Список королів Східної Англії

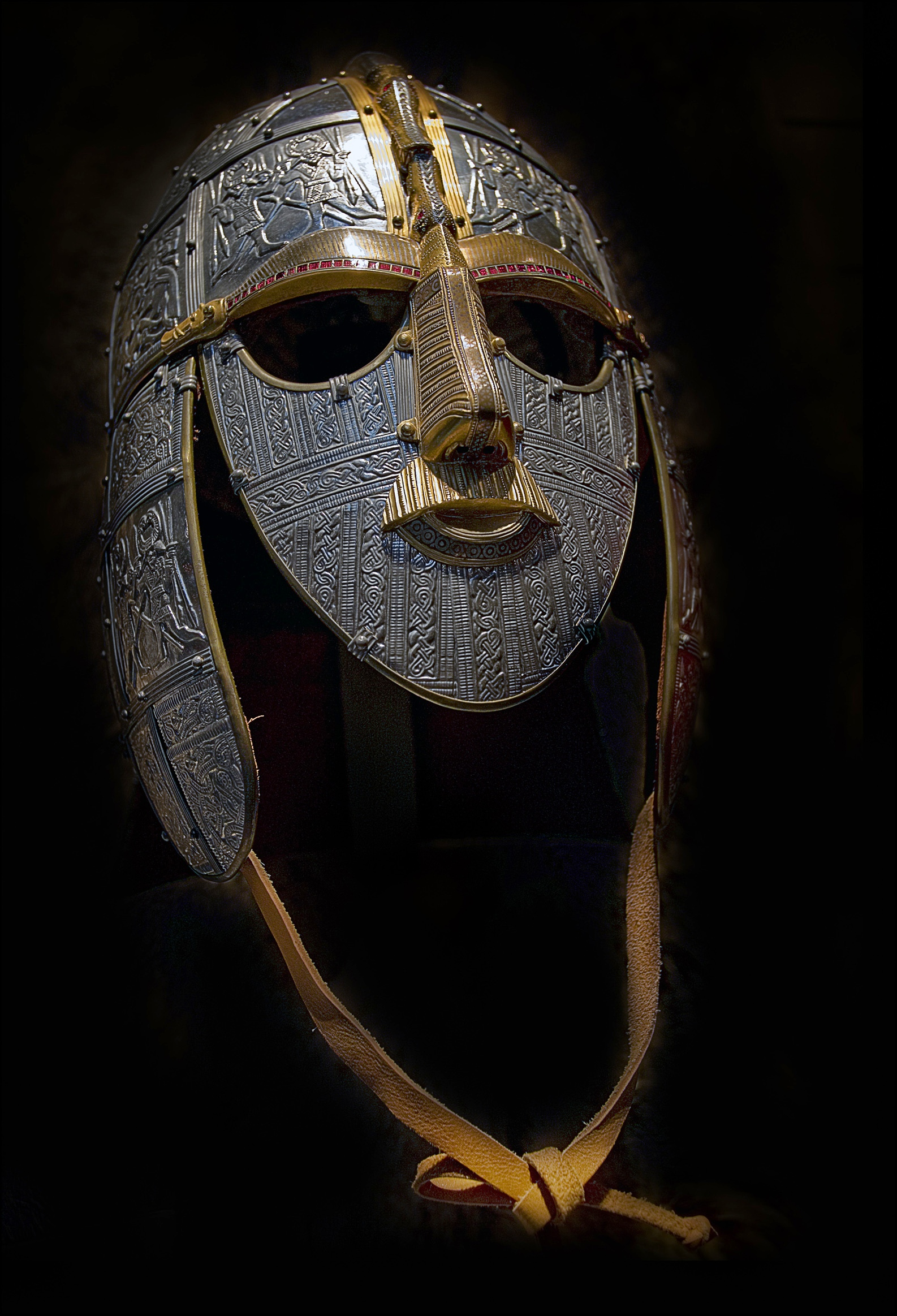
Реконструкція шолома похованого в Саттон-Ху короля Східної Англії.

- ? — ? Вєхха
- 571 — 578 Вуффа
- 578 — 593 Тітіла
- 593 — 624 Редвальд
- 617 — 618 Ені
- 624 — 627 Еорпвальд
- 627 — 629 Рікберт
- 629 — 634 Сігеберт
- 634 — 636 Егрік
- 636 — 654 Анна
- 654 — 655 Етельхер
- 655 — 664 Етельвольд
- 664 — 713 Ельдвульф
- 713 — 749 Ельфвальд
- 749 — ? Хун
- 749 — бл.758 Беорна
- 749 — ? Альберт (Етельберт I)
- бл.758 — 779 Етельред I
- 779 — 794 Етельберт II
- З 794 по 796 під владою Мерсії
- 796 — 798 Едвальд
- З 798 по 827 під владою Мерсії
- 827 — 839 Етельстан
- 839 — 855 Етельверд
- 855 — 870 Едмунд

## Суб-королі під скандинавами
- 870 — 876 Освальд
- 876 — 879 Етельред II

## Скандинавські правителі
- 879 — 890 Ґутрум I
- 890 — 902 Еохрік
- 902 — 918 Гутрум II

З 918 року в складі Вессекса